# Résolutions du Kentucky et de la Virginie
Vous pouvez aider à l'améliorer ou bien discuter des problèmes sur sa page de discussion.
- La traduction est incomplète. (Marqué depuis janvier 2025)

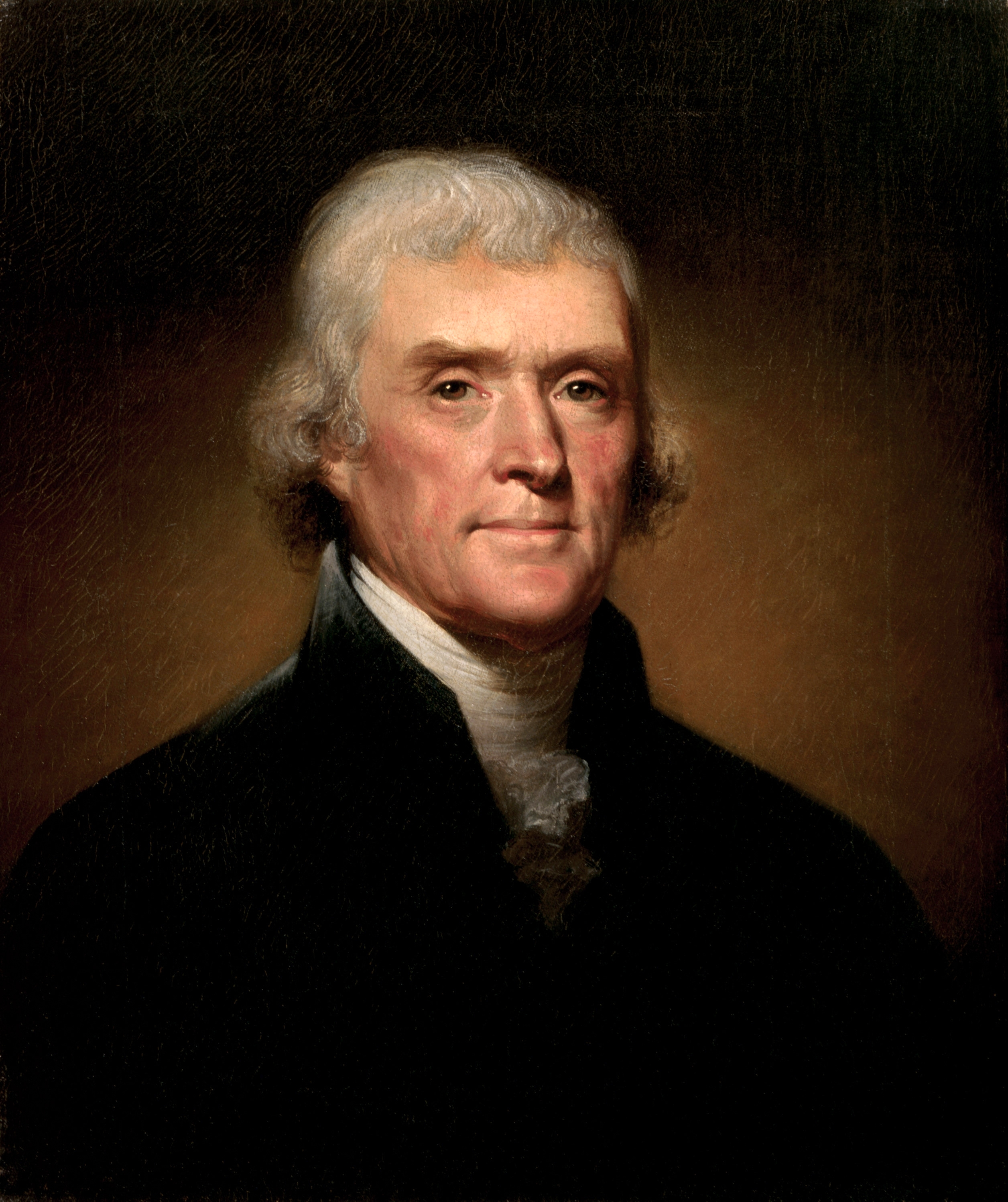
Thomas Jefferson, par Rembrandt Peale (1800).

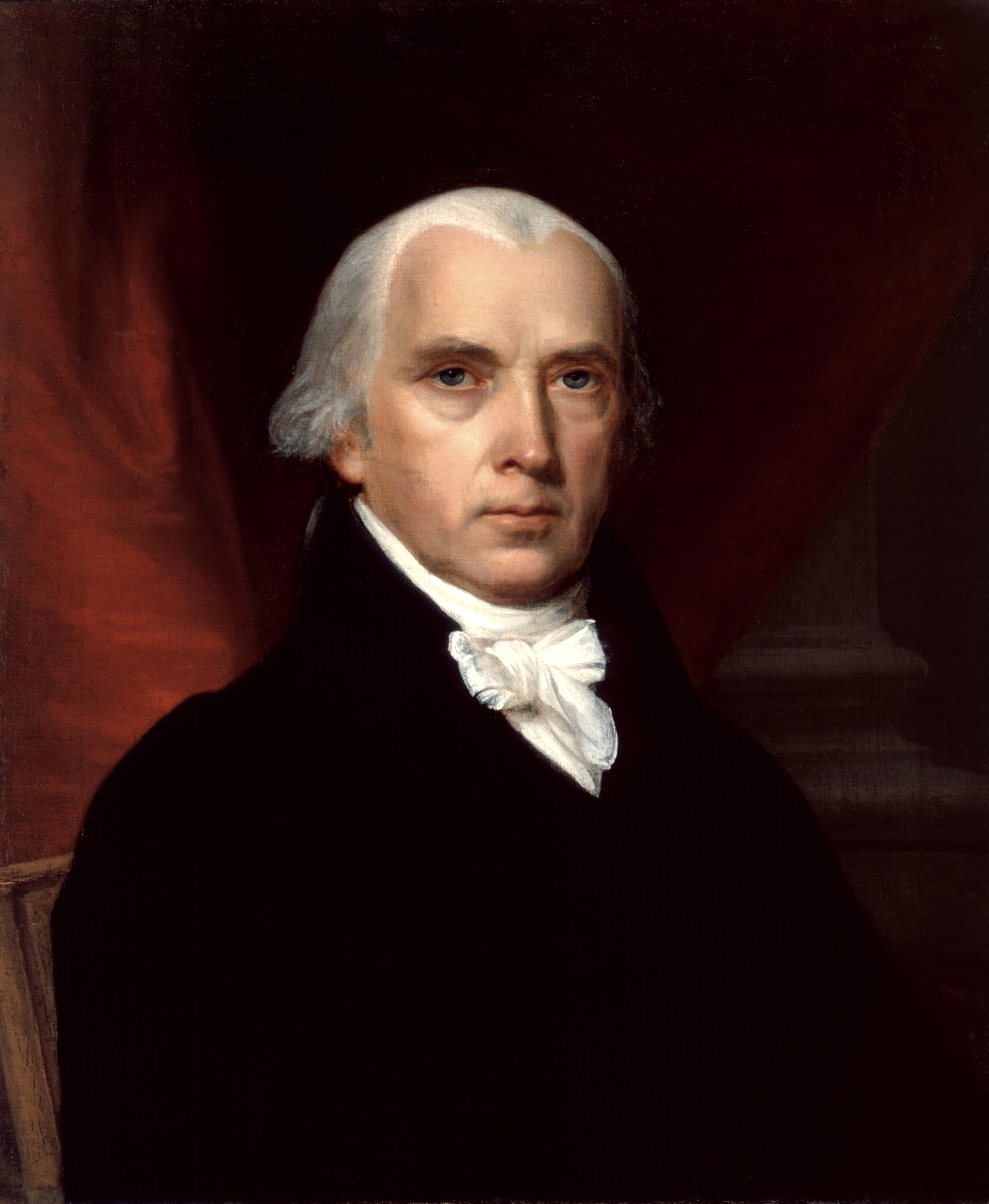
James Madison, par John Vanderlyn (1816).

Les résolutions du Kentucky et de la Virginie sont des déclarations politiques rédigées en 1798 et 1799 dans lesquelles les assemblées législatives du Kentucky et de la Virginie considèrent que les lois fédérales sur les étrangers et la sédition sont inconstitutionnelles. Ces résolutions affirment que les États ont le droit et le devoir de déclarer inconstitutionnels les actes du Congrès que la Constitution n'autorise pas. Ce faisant, elles défendaient les droits des États et une interprétation stricte de la Constitution. Les résolutions du Kentucky et de la Virginie de 1798 ont été rédigées secrètement par le vice-président Thomas Jefferson et James Madison, respectivement. Les principes énoncés dans ces résolutions sont connus sous le nom de « Principes de 98 ».